# Разъезд 18 (Кызылординская область)
Разъезд 18 (каз. рзд.18) — упразднённый разъезд в Чиилийском районе Кызылординской области Казахстана. Входил в состав Тартогайского сельского округа. Код КАТО — 435261400. Исключен из учётных данных в 2024 году.

## Население
В 1999 году население разъезда составляло 65 человек (35 мужчин и 30 женщин). По данным переписи 2009 года, в разъезде проживало 29 человек (14 мужчин и 15 женщин).